# Liparis atrosanguinea
Liparis atrosanguinea är en orkidéart som beskrevs av Henry Nicholas Ridley. Liparis atrosanguinea ingår i släktet gulyxnen, och familjen orkidéer. Inga underarter finns listade i Catalogue of Life.